# Geneviève Béjart
Pour les articles homonymes, voir Béjart.
Geneviève Béjart, dite Mlle Hervé, puis Mlle Villaubrun et enfin Mlle Aubry, était une comédienne française, baptisée à Paris le 2 juillet 1624 (date de naissance inconnue, mais sans doute très proche de celle du baptême), et décédée le 3 juillet 1675. Elle appartenait à la famille Béjart, célèbre famille de comédiens du XVIIe siècle.

## Biographie
Elle était le sixième enfant de Joseph Béjart, « huissier ordinaire du roi ès eaux et forêts de France au Palais », et de Marie Hervé, « maîtresse toilière-lingère », qui s'étaient mariés en 1615.
Elle était une des dix sociétaires de la troupe de l'Illustre Théâtre, constituée le 30 juin 1643.
Elle suivit partout son frère Joseph et sa sœur Madeleine dans leurs pérégrinations théâtrales. Aussi, pour éviter la multiplication du nom Béjart sur les affiches, elle prit comme nom de théâtre Mlle Hervé, qui était le nom de jeune fille de sa mère.
Le 25 novembre 1664, à 40 ans, elle se maria avec Léonard de Loménie, sieur de Villaubrun, et elle se fit nommer alors au théâtre Mlle Villaubrun. Son mari étant mort au début de l'année 1672, elle se remarie le 15 septembre 1672 avec un homme beaucoup plus jeune qu'elle, Jean-Baptiste Aubry, sieur des Carrières, fils d'un maître paveur parisien. Geneviève, d'après le contrat de mariage, se dit âgée de 40 ans (le même âge qu'elle avait lors de son premier mariage) alors qu'en réalité elle en a 48. Elle se fera désormais appeler Mlle Aubry.
Bien qu'elle n'ait créé que peu de rôles, elle resta fidèle à la troupe de Molière jusqu'à la mort de ce dernier. Elle passa alors dans la troupe de l'Hôtel Guénégaud, jusqu'à sa mort le 3 juillet 1675.

## Quelques-uns de ses rôles
- La servante précieuse dans L'Impromptu de Versailles
- Aristione dans Les Amants magnifiques
- Bélise dans Les Femmes savantes

## Sources
- Henry Lyonnet, Dictionnaire des comédiens français, Bibliothèque de la revue Universelle Internationale Illustrée, Paris et Genève, 1902-1908.
- Sylvie Chevalley, Molière en son temps, Paris-Genève, Éditions Minkoff, 1973, 421 p.